# 刘金华
刘金华，中国农业大学预防兽医学系主任，长江学者特聘教授，享受中国国务院政府特殊津贴，主要从事动物疫病防控、预防兽医学领域的研究工作。

## 生平
刘金华教授于1989年获得山东农业大学学士学位，1992年获得北京农业大学预防兽医硕士学位，1997年获得中国农业大学预防兽医学博士学位。2000年至2002年，刘教授在北海道大学从事博士后研究工作。现任中国农业大学预防兽医学系主任。

## 社会兼职
- 中国农业部全国动物防疫专家委员会禽流感专家组副组长
- 中国卫生部人感染H7N9禽流感联防联控专家组成员
- 中国科技部禽流感科技攻关病原组专家组成员
- 中国畜牧兽医学会禽病学分会副理事长、家畜传染病学分会常务理事